# Tony Verzele
Tony Verzele est un acteur français né le 11 mai 1991.

## Filmographie

### Cinéma
- 2004 : Ma vie en l'air : Ludo enfant

### Télévision
- 2003 : La Nourrice : Florian
- 2005 : Famille d'accueil - Les Bottes de 7 lieues : Florian
- 2005 : Le Cri : Malafon
- 2006 : Louis la Brocante - Louis et les gueules noires : Thomas
- 2007 : R.I.S Police scientifique - Eau profonde
- 2009 : PJ - saison 13 épisode 2 : Luc
- Andros
- 2005 : L'équipe TV
- 2006 : Danone
- 2007 : Ubisoft

### Clip
- 2003 : Noir Désir (Le vent nous portera)